# Saharanpur (stad)
Saharanpur is een stad en gemeente in de Indiase staat Uttar Pradesh. Het is de hoofdstad van het gelijknamige district Saharanpur. De stad ligt ruim 160 kilometer ten noorden van de metropool Delhi.

## Demografie
Volgens de Indiase volkstelling van 2001 wonen er 452.925 mensen in Saharanpur, waarvan 53% mannelijk en 47% vrouwelijk is. De plaats heeft een alfabetiseringsgraad van 64%.

## Galerij

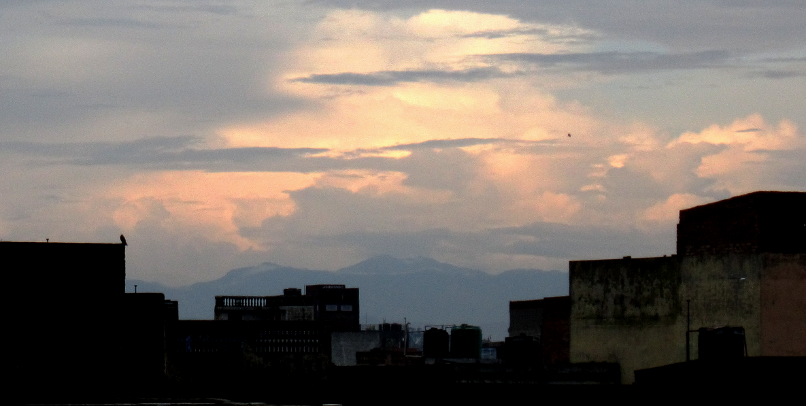
Saharanpur
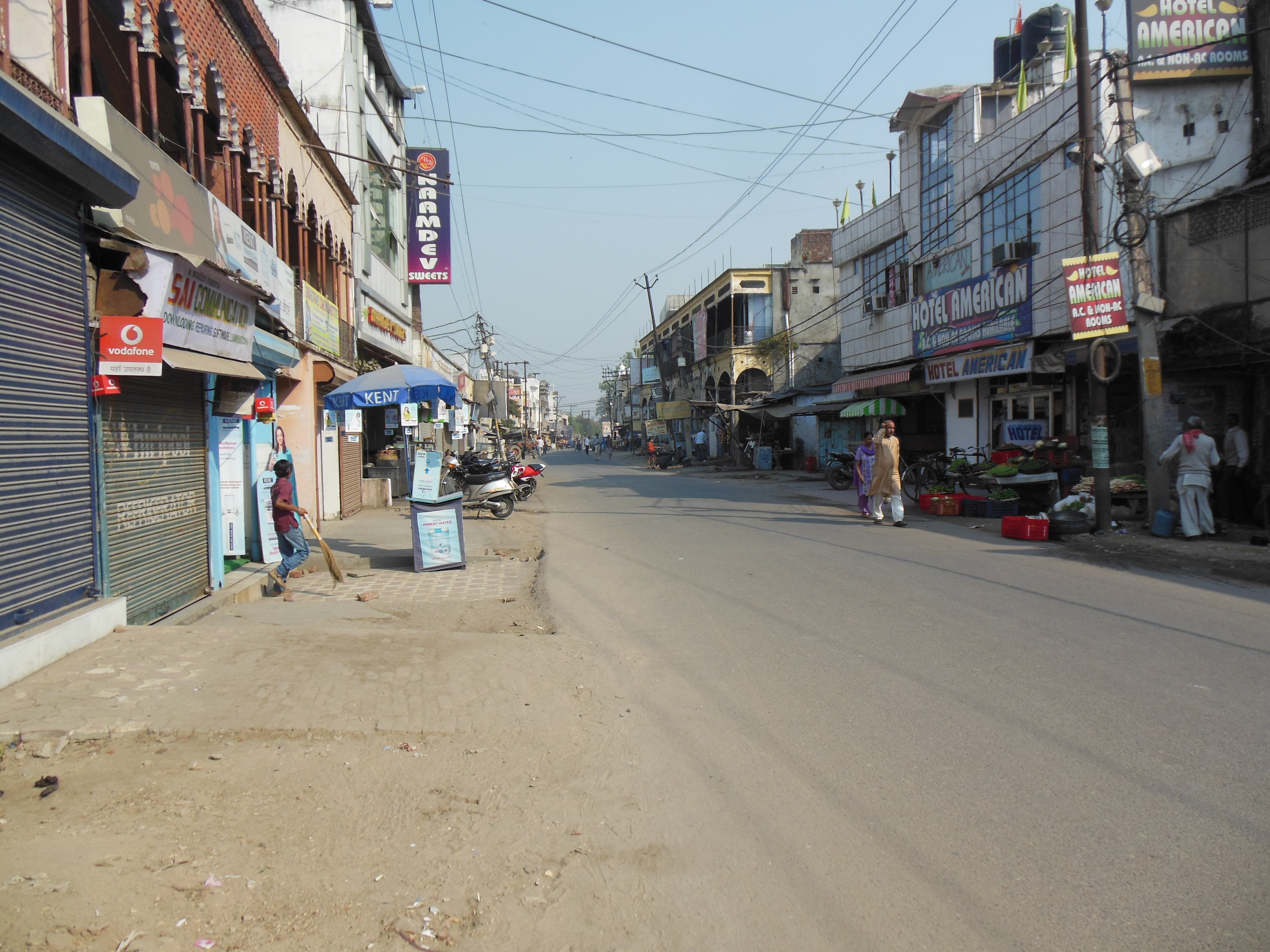
Gurudwara Road, Saharanpur

## Bekende inwoners van Saharanpur

### Geboren
- Zohra Segal (1912–2014), actrice en danseres